# Tanja Stadler

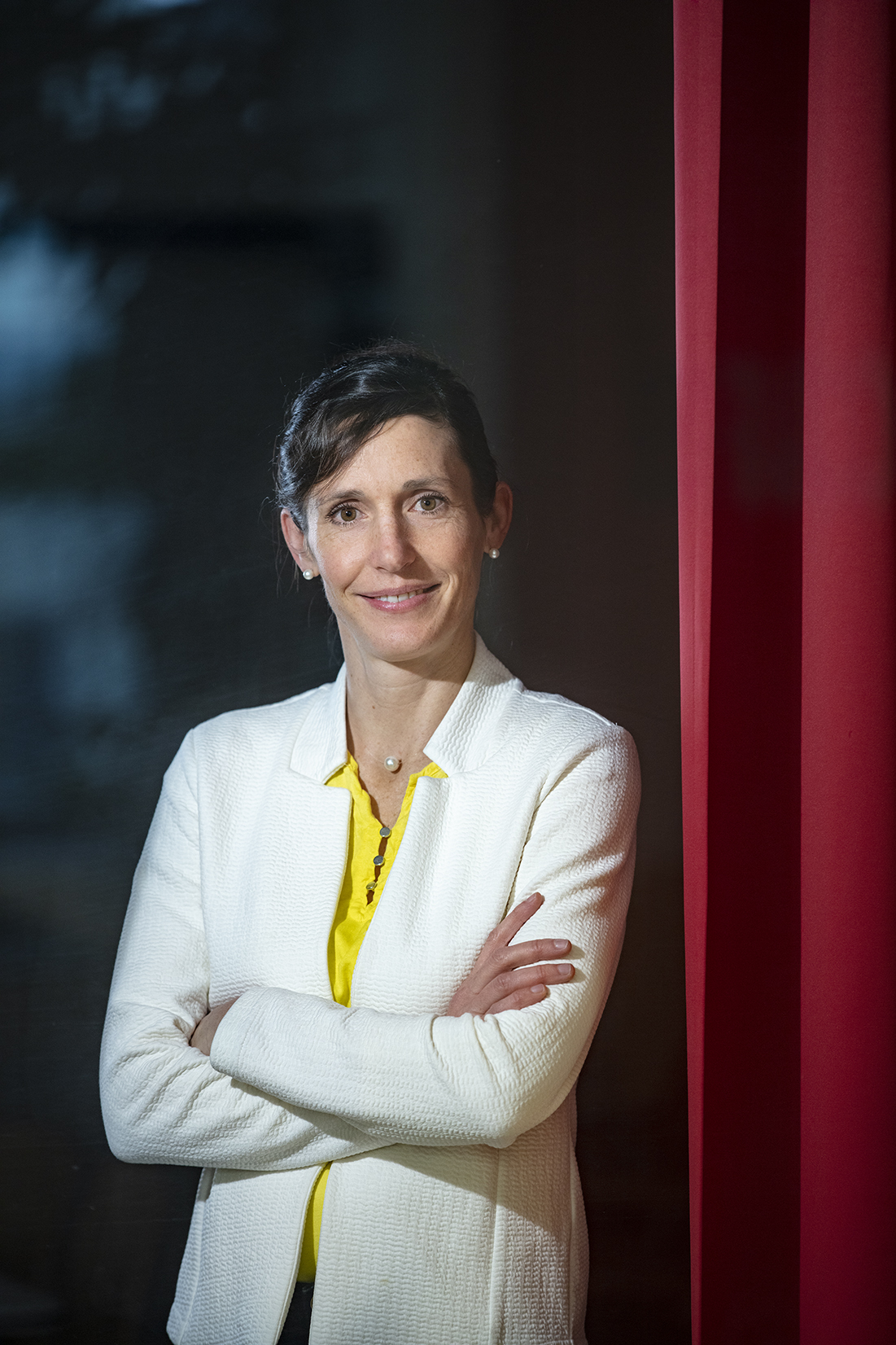
Tanja Stadler

Tanja Stadler (* 1981 in Stuttgart) ist eine deutsch-schweizerische Mathematikerin und Biostatistikerin.
Sie ist ordentliche Professorin für computergestützte Evolution am Departement Biosysteme der ETH Zürich, das in Basel angesiedelt ist. Sie ist Vize-Präsidentin dieses Departments und leitet das wissenschaftliche Beratungsgremium COVID-19 des Schweizer Bunds und der Kantone.
Tanja Stadler ist bekannt für ihre wissenschaftliche Arbeit im Gebiet der Phylogenetik, einem Teilgebiet der Biostatistik. Sie entwickelt statistische Verfahren, um genomische Daten von Krankheitserregern, Zellen aber auch Spezien zu entschlüsseln. In den letzten Jahren hat sie diese Methoden erweitert, um genomische Information auch im Abwasser zu identifizieren und auszuwerten. Die Resultate erlauben es, die Ausbreitung von Krankheitserregern zu verstehen, die Vermehrung von Zellen zu charakterisieren und Speziationsprozesse zu quantifizieren.
Einem weiten Publikum wurde sie bekannt als Expertin im Schweizer Fernsehen in der COVID-19-Pandemie. Sie war Mitglied der Swiss National COVID-19 Science Task Force und von August 2021 bis zur Auflösung Ende März 2022 war sie Präsidentin in Nachfolge von Martin Ackermann. Zuvor war sie Leiterin der Gruppe Data and Modelling.

## Ausbildung und Karriere
Tanja Stadler studierte angewandte Mathematik an der Technischen Universität München, der Cardiff University und der University of Canterbury. Sie erhielt den Diplomabschluss im Jahr 2006 und einen Doktorgrad im Jahr 2008 von der Technischen Universität München mit einer Dissertation über „Evolving Trees – Models for Speciation and Extinction in Phylogenetics“ (Begutachter Anusch Taraz und Mike Steel). Von 2008 bis 2011 war Stadler eine Postdoktorandin bei Sebastian Bonhoeffer im Departement für Environmental Systems Sciences an der ETH Zürich. Sie wurde 2011 zur Gruppenleiterin befördert. Im Jahr 2014 wurde sie Assistenzprofessorin an der Abteilung für Biosystems Science and Engineering (BSSE) der ETH Zürich in Basel, wo sie im Jahr 2017 zur Außerordentlichen Professorin befördert wurde. Im September 2021 wurde sie dort zur ordentlichen Professorin für Computergestützte Evolution ernannt.

## Arbeit
Stadler ist weltweit führend in der Entwicklung von phylogenetischen Modellen und Werkzeugen zum Verständnis evolutionärer und populationsdynamischer Prozesse auf verschiedenen Zeitskalen. Sie spielte eine Schlüsselrolle in der Einführung von Geburts- und Todesprozess-Modellen in der Phylodynamik.
Mit diesen Methoden geht Stadler Fragestellungen aus den verschiedensten Bereichen an, darunter der Epidemiologie, der Medizin, der Paläontologie, der Artenevolution und der Sprachevolution.
Tanja Stadler hat mit ihrer Arbeitsgruppe „Taming the Beast“ in 2016 gegründet. Taming the Beast ist eine Plattform zum Erlernen des Gebrauchs des bayesianischen phylogenetischen Softwarepakets BEAST 2. Es werden seit 2016 regelmäßig internationale Workshops durchgeführt und die Website zum selbstständigen Vertiefen der Lerninhalte wird stets ausgebaut.
Während der Pandemie hat Stadler maßgebend an der wissenschaftlichen Beratung der Schweizer Regierung mitgewirkt. Sie war von August 2021 bis zur Auflösung Ende März 2022 Präsidentin der Swiss National COVID-19 Science Task Force. Neben der Beratung der Entscheidungsträger hat sie die Bevölkerung regelmäßig über die Medien informiert. Parallel hat sie ein SARS-CoV-2 Sequenzier-Konsortium gegründet, welches ab 2020 in der Schweiz entscheidend über die Zirkulation von Varianten Aufschluss gab; im ersten Jahr der Pandemie war dies das einzige Gremium, welches regelmäßig Schweizer SARS-CoV-2-Sequenzen generiert hat. Weiter wurden in ihrer Arbeitsgruppe tagesaktuelle Schätzungen der Reproduktionszahl von SARS-CoV-2 veröffentlicht, welche die Entscheidungsträger zum Stand der Pandemie informierten.
Sie ist Teil des 2022 gegründeten Centre of Origin and Prevalence of Life (COPL) an der ETH Zürich und wurde im selben Jahr mit dem Rössler-Preis ausgezeichnet. 2024 wurde sie zum Mitglied der European Molecular Biology Organisation (EMBO) gewählt.

## Auszeichnungen
- 2008: TUM PhD award[10]
- 2012: John Maynard Smith Prize der European Society for Evolutionary Biology[24]
- 2013: ERC starting grant[12]
- 2013: ETH Latsis Preis[12]
- 2013: Zonta Preis[25]
- 2016: ETH Goldene Eule des VSETH für excellente Lehre[26]
- 2021: SMBE Mid-Career Excellence Award. Faculty Award
- 2021: Carus-Preis der Leopoldina
- 2022: Rössler-Preis[27]
- 2022: Highly cited researcher by Clarivate
- 2023: Aufnahme als Mitglied der Sektion Organismische und Evolutionäre Biologie in die Nationale Akademie der Wissenschaften Leopoldina
- 2024: Mitglied der European Molecular Biology Organization